# Luca Montanari
Luca Montanari (Roma, 10 dicembre 1965) è un montatore italiano.

## Biografia
È il figlio del montatore Sergio Montanari. Ha montato molte pellicole dei registi Antonio Frazzi, Carlo Vanzina e di Neri Parenti.

## Filmografia
- Vacanze di Natale 2000, regia di Carlo Vanzina (1999)
- Quello che le ragazze non dicono, regia di Carlo Vanzina (2000)
- Body Guards - Guardie del corpo, regia di Neri Parenti (2000)
- E adesso sesso, regia di Carlo Vanzina (2001)
- Biuti Quin Olivia, regia di Federica Martino (2001)
- South Kensington, regia di Carlo Vanzina (2001)
- Merry Christmas, regia di Neri Parenti (2001)
- Febbre da cavallo - La mandrakata, regia di Carlo Vanzina (2002)
- Natale sul Nilo, regia di Neri Parenti (2002)
- Il pranzo della domenica, regia di Carlo Vanzina (2003)
- Natale in India, regia di Neri Parenti (2003)
- Le barzellette, regia di Carlo Vanzina (2004)
- In questo mondo di ladri, regia di Carlo Vanzina (2004)
- Christmas in Love, regia di Neri Parenti (2004)
- Natale a Miami, regia di Neri Parenti (2005)
- Giovanni Falcone, regia di Antonio Frazzi (2006)
- Natale a New York, regia di Neri Parenti (2006)
- Natale in crociera, regia di Neri Parenti (2007)
- Il commissario De Luca, regia di Antonio Frazzi (2008)
- No problem, regia di Vincenzo Salemme (2008)
- Natale a Rio, regia di Neri Parenti (2008)
- Natale a Beverly Hills, regia di Neri Parenti (2009)
- Gli ultimi del paradiso, regia di Luciano Manuzzi (2010)
- Natale in Sudafrica, regia di Neri Parenti (2010)
- Amici miei - Come tutto ebbe inizio, regia di Neri Parenti (2011)
- Vacanze di Natale a Cortina, regia di Neri Parenti (2011)
- Violetta, regia di Antonio Frazzi (2011) - miniserie televisiva
- Ci vediamo a casa, regia di Maurizio Ponzi (2012)
- Mai Stati Uniti, regia di Carlo Vanzina (2013)
- Sapore di te, regia di Carlo Vanzina (2013)
- Un matrimonio da favola, regia di Carlo Vanzina (2014)
- Per amore del mio popolo, regia di Antonio Frazzi (2014) - miniserie televisiva
- Ma tu di che segno 6?, regia di Neri Parenti (2014)
- Mr. Ignis, regia di Luciano Manuzzi (2014) - miniserie televisiva
- Vacanze ai Caraibi - Il film di Natale, regia di Neri Parenti (2015)
- Torno indietro e cambio la mia vita, regia di Carlo Vanzina (2015)
- Miami Beach, regia di Carlo Vanzina (2016)
- Vita, cuore, battito, regia di Sergio Colabona (2016)
- Non si ruba a casa dei ladri, regia di Carlo Vanzina (2016)
- Io ci sono – TV movie – regia di Luciano Manuzzi (2016)
- Una festa esagerata, regia di Vincenzo Salemme (2018)
- Bob & Marys, regia di Francesco Prisco (2018)
- Natale a 5 stelle, regia di Marco Risi (2018)
- Un pugno di amici, regia di Sergio Colabona (2020)
- Tutto il giorno davanti – TV movie – regia di Luciano Manuzzi (2020)
- Curon – (episodi 5 e 6) – regia di Lyda Patitucci (2020)
- In vacanza su Marte, regia di Neri Parenti (2020)
- Le indagini di Lolita Lobosco – (episodio 3) – regia di Luca Miniero (2021)
- Con tutto il cuore, regia di Vincenzo Salemme (2021)
- Tina Anselmi - Una vita per la democrazia, regia di Luciano Manuzzi – docu-drama (2023)